# Classe Ninfe
Les catamarans de la classe Ninfe sont une paire de catamarans de recherche hygrographique et océanographique pour la Marina militare, construits par Intermarine sur son chantier naval de Sarzana dans la Province de La Spezia. 

## Mission
Ils ont été conçus pour réaliser des études hydro-océanographiques en haute mer, dans les ports et dans les eaux peu profondes, afin de garantir la production et la mise à jour de cartes marines. Les deux navires relèvent du Département maritime militaire de la haute mer Tyrrhénienne de La Spezia, tandis que, d'un point de vue technique et scientifique, ils re référent à l' Institut hydrographique de la Marina militare de Gênes.
Activités principales :
- sondage ;
- profondeur minimale ;
- topographie des rives et des installations portuaires ;
- caractéristiques des fonds marins ;
- collecte de données nautiques et géographiques pour la mise à jour de la documentation nautique ;
- détection de navires coulés ou d'obstacles sous-marins dangereux.

Les données collectées sont ensuite traitées au moyen de logiciels dédiés, puis utilisées pour produire :
- cartes marines papier et électroniques pour la sécurité de la navigation ;
- documentation nautique, scientifique et technique pour les marins ;
- bases de données océanographiques à des fins scientifiques.

Le navire est équipé d'un bateau à moteur pour la surveillance côtière et en eaux peu profondes.

## Navires
| Numéro | Nom     | Lancement   | Commissionnement | Devise                   | Photo |
| A 5304 | Aretusa | 9 mai 2000  | 10 janvier 2002  | Arethusa undis prospicit |       |
| A 5308 | Galatea | 7 juin 2000 | 10 janvier 2002  | Felix Galatea vivas      |       |